# Nätet (samlingsnamn)
Nätet är ett samlingsnamn för alla nätverk som är sammankopplade internationellt. Består av framför allt Internet plus de parallella nätverken för kommersiell och militär datakommunikation.
Exempelvis överförs nordiska aktiekurser ständigt med vissa tidsintervall med sitt specifika protokoll, utan att detta märks av "vanliga" användare som använder sig av Internet.